# Nikolaj Jefgrafovič Osipov
Nikolaj Jefgrafovič Osipov (rusky Николай Евграфович Осипов; 12. listopadu 1877 Moskva – 19. února 1934 Praha-Královské Vinohrady) byl český psychiatr ruského původu.

## Životopis
Po absolvování gymnázia studoval medicínu na Lékařské fakultě Moskevské státní univerzity. V roce 1918 se přestěhoval z bolševického Ruska na Ukrajinu a od roku 1921 bydlel v Praze, kde působil na Univerzitě Karlově (1923–1931) a založil první skupinu zájemců o psychoanalýzu (1925). Zemřel 19. února 1934 na těžkou srdeční chorobu.